# رولف دانيلسن
رولف دانيّلسن (بالنرويجية البوكمول: Rolf Danielsen)‏ هو بروفيسور ومؤرخ نرويجي، ولد في 19 أكتوبر 1922 في هامرفست في النرويج، وتوفي في 25 أبريل 2002.